# Veliki oblegovalni predori
Veliki oblegovalni predori na britanskem čezmorskem ozemlju Gibraltar, znani tudi kot Zgornje galerije, so niz predorov znotraj severnega konca Gibraltarske skale. Iz trdnega apnenca so jih izkopali Britanci med velikim obleganjem Gibraltarja v poznem 18. stoletju.

## Zgodovina
Veliko obleganje Gibraltarja je bil poskus Francije in Španije, da bi med ameriško revolucionarno vojno zavzeli Gibraltar od Velike Britanije. Od julija 1779 do februarja 1783 je bilo štirinajsto in zadnje obleganje Gibraltarja. Med obleganjem so se britanske in španske sile soočile na približno 1 kilometer širokem odseku močvirnatega odprtega terena, ki tvori ožino neposredno severno od Gibraltarske skale. Britanske črte so blokirale dostop do mesta in zahodne strani Skale, medtem ko je bila vzhodna stran Skale nedostopna zaradi strmega terena. Topovske baterije so bile postavljene v vrsto galerij na severni steni Skale, kar je zagotavljalo prekrivajoča se strelna polja, tako da so bili pehotni napadi ves čas svojega napredovanja pod močnim ognjem.
Spodbuda za gradnjo predorov je prišla iz potrebe garnizije po prekrivanju slepega kota na severovzhodni strani Skale. Edina rešitev, ki je bila ugotovljena za pokrivanje tega kota, je bili topovi, nameščeni na grebenu Skale, znanem kot The Notch (dob. 'Zareza'). Tam zaradi navpične pečine ni bilo možnosti zgraditi poti, zato je narednik Henry Ince iz Kraljevih inženirjev predlagal kopanje predora, da bi prišli do nje. Njegov načrt je bil odobren in gradbena dela so se začela 25. maja 1782.

## Gradnja in projektiranje
Delo je potekalo ročno, predvsem z macolami in lomilkami, pri tem pa so si pomagali tudi z razstreljevanjem smodnika. Delo je sprva potekalo počasi; trinajst mož je potrebovalo pet tednov, da so izkopali predor, dolg 25 m. Kopače so ovirali hlapi in prah zaradi pogostega razstreljevanja, zato so se odločili razstreliti vodoravni jašek, da bi izboljšali prezračevanje rovov. To je bilo storjeno in ugotovljeno je bilo, da je imelo nepričakovano stransko korist. Polkovnik John Drinkwater Bethune, ki je leta 1785 napisal poročilo o obleganju, je opisal, kako je do tega prišlo:
[R]udnik je bil napolnjen z neobičajno količino smodnika in eksplozija je bila tako neverjetno glasna, da se je skoraj ves sovražnikov tabor ob poročilu umaknil na plano: toda kaj mora biti njihovo presenečenje, ko so opazili, kje se vije dim. ! – Prvotni namen te odprtine je bil posredovati zrak delavcem, ki so bili prej skoraj zadušeni z dimom, ki je ostal po razpihovanju različnih min; toda ob natančnejšem pregledu odprtine se je porodila zamisel o namestitvi topae na vse sovražnikove baterije, razen na trdnjavo Barbara: temu primerno je bilo izdano povelje, da se poveča notranji del [predora] na stran; in ko je bilo končano, je bil nameščen štiriindvajsetfuntni.
Delo je nato napredovalo dokaj hitro, čeprav ni šlo povsem po načrtu, z več napačnimi začetki smeri v zadnjem delu leta 1782. Ugotovljeno je bilo, da je en predor predaleč od zunanje strani Skale, drugi pa preblizu nje. Sčasoma je bila najdena dosledna smer in do konca četrtega obleganja so bile razstreljene strelne odprtine, ki gledajo na španske linije. Skupna konstrukcijska dolžina predorov do konca leta 1783 je bila približno 277 m. Ko so poleti 1783 izkopavanja prispela do Zareze, je bilo odločeno, da se namesto prvotne zamisli o namestitvi enega samega topa v Zarezi izdolbe v široko komoro, ki so jo kopači poimenovali Dvorana sv. Jurija in je bila kasneje opremljena s sedmimi topovi.
Do konca začetne faze kopanja predorov je bilo izkopanih pet galerij: Windsor Gallery, King's And Queen's Lines, St. George's Hall in Cornwallis Chamber. Galerija Windsor je bila prvi del sistema in tam so bili nameščeni štirje topovi. Dvorana sv. Jurija je največja od prvotnih galerij. Vdolbine je mogoče videti na pobočjih Skale, ko se približujemo Gibraltarju s kopnega ali morja.
Prvotno so bile vdolbine opremljene s plašči ali zavesami iz tkanih vrvi; karnise, na katere so bile obešene, so še vedno vidne. Ti so ščitili topove in strelce pred sovražnim ognjem ter preprečili, da bi iskre in dim odpihnili nazaj v strelno odprtino. Kot dodatni varnostni ukrep je bil vsak top izoliran z mokro krpo, ki je nad njim visela na vrvi, da iskre ne bi vžgale preostalega smodnika.

## Kasnejša zgodovina predorov
General George Augustus Eliott je ponudil nagrado vsakomur, ki bi izumil metodo, s katero bi topove spravil na drugo stran Skale. Čeprav ni znano, ali je glavni narednik Ince kdaj prejel to nagrado, je prejel zemljišče na Zgornji Skali, ki se še vedno imenuje Inceova kmetija. Kasneje je dobil dragocenega konja. Inceove čete, ki so bile takrat znane kot Soldier Artificers, so leta 1772 v Gibraltarju ustanovile Soldier Artificer Company, ki je kasneje postala Korpus kraljevih inženirjev.
V 19. stoletju so prvotne topove zamenjali s sodobnejšimi 64-funtnimi napajalnimi nakladalniki na železnih vozičkih, od katerih jih je nekaj še vedno mogoče videti v predorih. Čeprav so Inceove galerije ostale le malo spremenjene, se je delo, ki ga je začel, močno razširilo v letih po obleganju in zgradili so nove predore za povezavo s prvimi galerijami. Do leta 1790 je bilo v Skali zgrajenih okoli 1200 m predorov.
Druga svetovna vojna je privedla do novega velikega vala predorov, ko so se začela dela, da bi v Skali omogočili namestitev garnizije 16.000 mož z vodo, hrano, strelivom in gorivom, ki bi zadostovalo za eno leto obleganja. Velike oblegovalne predore so ponovno uporabili med vojno; čeprav ni točno znano, kako so bili uporabljeni, se zdi, da je bil v njih morda nameščen eden od generatorjev, ki so se uporabljali za napajanje gibraltarskih reflektorjev, saj je bila betonska montažna blazina zahtevanih dimenzij nameščena v enega od utorov. Velike oblegovalne predore so med vojno razširili v dve smeri, z dolgim ravnim podaljškom, imenovanim Holyland Tunnel, ki se nadaljuje do vzhodne strani Skale, imenovane tako, ker kaže v smeri Jeruzalema; in stopnišče, izkopano za povezavo predorov z drugimi predori iz druge svetovne vojne nižje, znani kot Srednje galerije. Vendar pa so metode, s katerimi so bili predori iz druge svetovne vojne naglo izkopani, pomenile, da so – v nasprotju s prvotnimi predori iz 18. stoletja – hitro propadli in zdaj do njih ni mogoče varno dostopati.
Veliki oblegovalni predori so danes dostopni kot del Gibraltarskega naravnega rezervata.